# Дайтібанарі
Острів Дайтібанарі (яп. 大地離島, だいちばなりじま, Дайтібанарі-Дзіма, Осебанарі, Оодзібанарі, Уфутіпанарі) — невеликий острів в острівній групі Яеяма островів Сакісіма архіпелагу Рюкю. Адміністративно відноситься до округу Ісіґакі повіту Яеяма префектури Окінава, Японія.
Незаселений острів розташований біля західного узбережжя острова Ісіґакі навпроти мису Хіракубо.
Площа становить 0,03 км².